# Sphaeroforma arctica
Sphaeroforma arctica és un organisme unicel·lular del grup Ichtyosporea descobert en el tracte digestiu de l'amfípode àrtic Gammarus setosus. Té com a característica destacant que forma aglomeracions de fins a 150 cl·lules per divisió clonal sincital d'una primera cèl·lula. Després se cel·lularitzen cada una d'elles i finalment es dispersen.